# Pius VIII
Pius VIII (en llatí Pius VIII, en francès: Pie VIII, en italià: Pio VIII) és el nom que va prendre el cardenal Francesco Saverio Castiglioni en esdevenir Papa el 1829.
Havia nascut en una família noble i havia estudiat dret canònic i teologia. Va ser vicari general d'Agnani i Fano. Pius VII el va fer bisbe de Montalto el 1800, va ser ell qui li va aconsellar de mantenir-se ferm en la defensa dels drets dels Estats Pontificis després de la ruptura amb Napoléo I, cosa que li va valdre la persecució i l'exili quan els francesos van ocupar Itàlia. Amb el final de les Guerres Napoleòniques i la restauració dels Estats Pontificis, Pius VII el va fer cardenal, bisbe de Cesena (1816) i de Frascati (1821) i Gran Penitenciari de la Cúria Romana.
A la mort de Lleó XII és escollit Papa el 31 de març de 1829.
Era un home absolutament contrari al nepotisme així que va prohibir als seus familiars de moure's del seu poble. Va continuar la política del seu predecessor, mostrant-se contrari als moviments liberals i racionalistes i va impulsar les missions.
Va ser un defensor de l'ordre establert després del Congrés de Viena i de l'Europa de la Santa Aliança, però va mostrar-se molt hostil a les lleis de Frederic Guillem III de Prússia que pretenia que als matrimonis mixtos entre catòlics i protestants, la religió que s'ensenyés als fills fos la protestant.
Amb el document Traditi humiliati va condemnar la indiferència religiosa, el jansenisme i les societats secretes, com la Carboneria.
La revolució del juliol de 1830 va provocar la caiguda de Carles X de França i una onada d'anticlericalisme a França.
Pius VIII va reconèixer la monarquia liberal de Lluís Felip I i va ordenar als bisbes francesos que s'hi sotmetessin.
Va intentar millorar l'administració dels Estats Pontificis i de les famílies humils. Va morir a Roma i el 1846 les seves despulles van ser traslladades a les grutes de la Basílica de Sant Pere.